# Kamil Pajnowski
Kamil Pajnowski (ur. 28 stycznia 1998 w Białej Podlaskiej) – polski piłkarz, grający na pozycji obrońcy. 